# San Bartolomé Zoogocho
San Bartolomé Zoogocho è un comune del Messico, situato nello stato di Oaxaca.